# Saint-Vallier, Vosges
Saint-Vallier là một xã thuộc tỉnh Vosges trong vùng Grand Est miền đông bắc nước Pháp.